# Tchien Ťi-jün
Tchien Ťi-jün (čínsky pchin-jinem Tián Jìyún, znaky zjednodušené 田纪云, tradiční 田紀雲; * 4. června 1929) je bývalý čínský komunistický politik, člen politbyra (1985–2002) a sekretariátu (1985–1987) ústředního výboru Komunistické strany Číny, místopředseda státní rady (vlády) Čínské lidové republiky (1983–1993) a generální sekretář státní rady (1983–1985), první místopředseda stálého výboru Všečínského shromáždění lidových zástupců (parlamentu, 1993–2003). Patřil k předním reformním politikům 80. let z takzvané „sečuánské skupiny“ Teng Siao-pchinga, v 90. letech stoupenec a obhájce ekonomického programu Ťiang Ce-mina.

## Život
Tchien Ťi-jün se narodil roku 1929 v okrese Fej-čcheng (dnes v prefektuře Tchaj-an) v provincii Šan-tung; roku 1945 vstoupil do Komunistické strany Číny. V 50. letech působil jako učitel a pracovník finanční administrativy v provincii Kuej-čou, v první polovině 60. let ve finančním a ekonomickém oddělení jihozápadního byra ÚV KS Číny, od roku 1969 pracoval v provincii S’-čchuan, opět v resortu financí (zástupce vedoucího a vedoucí provinčního finančního úřadu). V S’-čchuanu úzce spolupracoval s nadřízeným Čao C’-jangem, v letech 1975–1980 šéfem provinční stranické organizace i vlády, v letech 1980–1987 předsedou státní rady (vlády) Čínské lidové republiky.
V září 1981 byl Tchien Ťi-jün přeložen do Pekingu na místo zástupce generálního sekretáře státní rady a na XII. sjezdu KS Číny byl zvolen do ústředního výboru. V červnu 1983 postoupil na post generálního sekretáře (do 1985) a místopředsedy státní rady (do 1993).
Při reorganizaci stranického vedení v září 1985 byl zvolen členem politbyra a sekretariátu ústředního výboru, přičemž v listopadu 1985 pozici generálního sekretáře státní rady předal Čchen Ťün-šengovi. Poté jako člen politbyra a sekretariátu a místopředseda vlády odpovídal za zemědělskou politiku. Po XIII. sjezdu KS Číny koncem roku 1987 přišel o místo v sekretariátu, zachoval si však členství v politbyru a následující jaro zůstal v nové vládě jejím místopředsedou (do 1993).
V březnu 1993 přešel z vlády do parlamentu, Všečínského shromáždění lidových zástupců, když byl zvolen jeho prvním místopředsedou. Prvním místopředsedou Všečínského shromáždění lidových zástupců zůstal dvě volební období, do března 2003; současně setrvával v politbyru, a to až do XVI. sjezdu KS Číny v listopadu 2002.
Spoluvytvářel ekonomickou politiku 80. a 90. let, hrál významnou roli při zavádění nového daňového systému, reformách tvorby cen a mezd.
V letech 2002/2003 odešel z politiky na penzi. S manželkou Li Jing-chua má dva syny a dvě dcery.